# Caretrack: James Bond
Caretrack: James Bond er en dansk kortfilm fra 2016 instrueret af Andreas Roosvalt.

## Handling
Denne artikel mangler et handlingsreferat. Hjælp os med at skrive det.

## Medvirkende
- Ole Dupont, James Bond
- Laila Mikkelsen, Gammel kone
- Jan E. Sørensen, Gammel mand
- Malou Tentschert, Bond Babe